# 昂德吕
昂德吕（法語：Andelu，法語發音：[ɑ̃dly]）是法国伊夫林省的一个市镇，属于圣日耳曼昂莱区。

## 地理
昂德吕（48°52'49"N, 1°49'30"E）面积3.96 平方千米，位于法国法蘭西島大區伊夫林省，该省份为法国北部内陆省份，北起瓦兹河谷省，西接厄尔省，西南接厄尔-卢瓦省，东南接埃松省，东临上塞纳省。
与昂德吕接壤的市镇（或旧市镇、城区）包括：马克、古皮耶尔、瑞莫维尔、莫勒、蒙坦维尔、图瓦里。

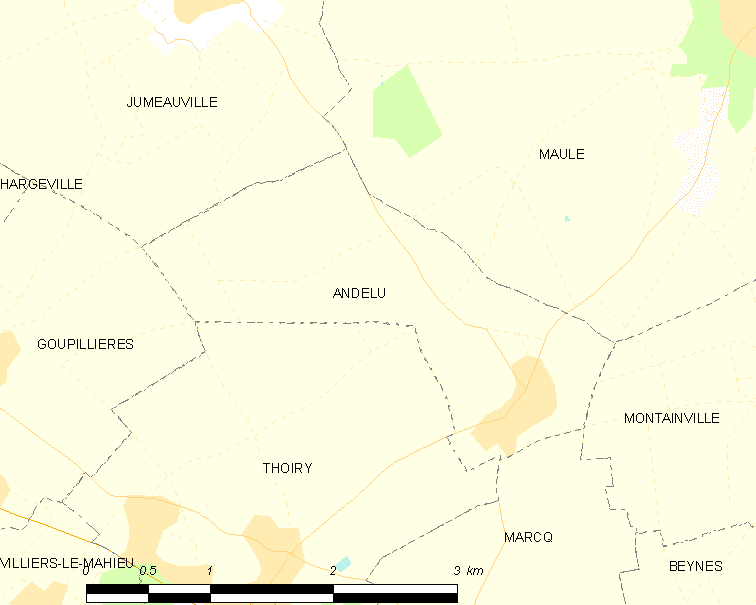
昂德吕的OSM定位图

昂德吕的时区为UTC+01:00、UTC+02:00（夏令时）。

## 行政
昂德吕的邮政编码为78770，INSEE市镇编码为78013。

## 政治
昂德吕所属的省级选区为欧贝让维尔县。

## 人口

1962-2008年间昂德吕人口变化图示

昂德吕于2022年1月1日时的人口数量为527人。